# چاغلا شیکل
چاغلا شیکل (انگلیسی: Çağla Şıkel؛ زادهٔ ۲ ژانویهٔ ۱۹۷۹ ‏(۴۶ سال)) رقص باله، بازیگر، مجری تلویزیون و مدل اهل ترکیه است. وی از سال ۱۹۹۶ میلادی تاکنون مشغول فعالیت بوده است.